# Kerantongan
Kerantongan (Durio oxleyanus, även kallad durian sukang) är ett fruktträd i släktet durio som ger klargröna, ätbara frukter som doftar starkt, likt många andra duriofrukter. Frukten odlas emellanåt på Borneo, till vilken ö den är inhemsk, och växer i skogar med andra träd i familjen Dipterocarpaceae på sluttningar och åsar med sandjord upp till 500 meter över havet. Det är förmodligen denna frukt som är ursprunget till alla andra odlade duriofrukter. Frukten är en kapselfrukt som är cirka 14 centimeter lång med grön färg och långa taggar. Kärnan är omhöljd av ett blekgult, sött, ätbart fruktkött. Dess ätbara kött medför att den säljs på marknader. Trädets timmer används för plankor, och kärnan används i medicinska syften.
Trädet, som kan bli mellan 40 och 50 meter, med en diameter på 90 cm, är ofta större än andra durioträd. Till skillnad från de flesta andra frukter i släktet som har fem huvudsakliga lober, har kerantongan bara fyra. Bladen är enkla och sitter parvis med små utskjutande hår och är vita på undersidan. Blommorna är ungefär 1 ½ cm i diameter och har en holk med två till tre flikar, samlade i knippen på grenarna bakom bladen.
Arten beskrevs första gången av William Griffith, en brittisk botaniker, i hans verk Calcutta Journal of Natural History and Miscellany of the Arts and Sciences in India. 5 år 1845. Namnet verifierades av ARS Systematic Botanists den 21 augusti 1991. Arten namngavs efter den brittiske plantsamlande läkaren T. Oxley, död 1886.